# دیلی کرونیکل

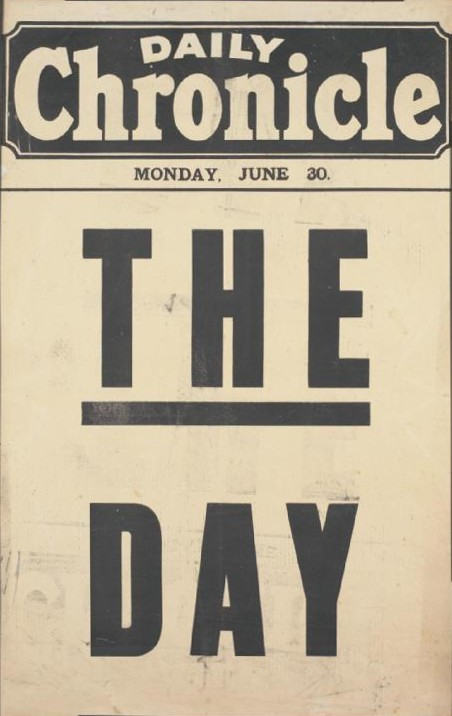
یک سرصفحهٔ دیلی کرونیکل - سال ۱۹۱۹

دیلی کرونیکل (انگلیسی: Daily Chronicle) یک روزنامه بریتانیایی بود که از سال ۱۸۷۲ تا ۱۹۳۰ منتشر می‌شد. این روزنامه سپس با دیلی نیوز ادغام و به کرونیکل نیوز تغییر نام داد. در ابتدای آغاز به کار، به صورت هفته نامهٔ ۴ صفحه‌ای چاپ می‌گردید.